# Groß Neubruchlacke
Groß Neubruchlacke eller bara Neubruchlacke är en sjö i Österrike i regionen Seewinkel.   Den ligger i förbundslandet Burgenland, i den östra delen av landet, 60 km sydost om huvudstaden Wien. Groß Neubruchlacke ligger 114 meter över havet. Arean är 0,31 kvadratkilometer. Sjön sträcker sig 0,7 kilometer i nord-sydlig riktning, och 0,8 kilometer i öst-västlig riktning.
Trakten runt Groß Neubruchlacke består till största delen av jordbruksmark. Runt Groß Neubruchlacke är det ganska tätbefolkat, med 54 invånare per kvadratkilometer.